# Idioma kalkatungu
Kalkatungu (también Kalkutungu, Galgadungu, Kalkutung, Kalkadoon o Galgaduun) es una lengua muerta aborigen australiana hablada anteriormente alrededor del área de Mount Isa y Cloncurry, Queensland.

## Clasificación
Aparte del idioma estrechamente relacionado, Wakabunga, el kalkatungu a veces se agrupa con Yalarnnga como la rama Lenguas kalkatúngicas (Galgadungic) de la familia de Lenguas pama-ñunganas Septentrionales. O'Grady et al., sin embargo, lo clasifican como el único miembro del "grupo Kalkatungic" de la familia Pama-Nyungan, y Dixon (2002) regards Kalkatungic as an areal group.

## Avivamiento
Profesor emérito Barry Blake, Sheree Blackley y otros han revivido la lengua a partir de grabaciones, gramáticas escritas y recuerdos personales. Robert Ah Wing asistido por el tío Arthur Peterson también está activo en este campo. A menudo, se hace hincapié en la pertenencia, transmitiendo elementos del idioma a los kalkatungu más jóvenes.

## Fonología

### Vocales
|         | Anterior | Posterior |
| ------- | -------- | --------- |
| Cerrada | i iː     | u uː      |
| Abierta | a aː     | a aː      |

### Consonantes
|             | Periférica | Periférica | Laminal | Laminal  | Apical     | Apical |
| Bilabial    | Velar      | Palatal    | Dental  | Alveolar | Retrofleja |        |
| ----------- | ---------- | ---------- | ------- | -------- | ---------- | ------ |
| Oclusiva    | p          | k          | c       | t̪        | t          | ʈ      |
| Nasal       | m          | ŋ          | ɲ       | n̪        | n          | ɳ      |
| Lateral     |            |            | ʎ       | l̪        | l          | ɭ      |
| Vibrante    |            |            |         |          | r          |        |
| Aproximante | w          | w          | j       |          | ɻ          | ɻ      |

It is not clear if the vibrant is a trill or a tap.

## Acentuación
Al igual que en inglés, la acentuación de las palabras se realiza en términos de volumen. El acento de la oración también se organiza de manera similar al inglés con la primera sílaba en la palabra final de una frase fonológica recibiendo el énfasis principal. (énfasis tónico) Además, si hay más de dos palabras en una frase, la primera sílaba de la primera palabra recibe más estrés que las palabras no finales.

## Lenguaje de señas kalkatungu
Kendon (1988) muestra que Kalkatungu también tenía una forma firmada de su lengua (lenguas de señas aborígenes australianas) desarrollada.